# Story Musgrave
Franklin „Story” Musgrave (ur. 19 sierpnia 1935 w Bostonie) – amerykański lekarz i astronauta.

## Życiorys
W 1953 ukończył St. Mark's School w Southborough, a w 1958 matematykę i statystykę na Syracuse University, później kształcił się na Uniwersytecie Kalifornijskim, na Marietta College i na Uniwersytecie Columbia, gdzie w 1964 uzyskał doktorat z medycyny. W 1966 uzyskał dyplom magistra fizjologii i biofizyki na Uniwersytet Kentucky, a w 1987 magistra sztuk literackich na University of Houston. W 1953 wstąpił do United States Marine Corps, służył jako elektryk lotniczy i technik urządzeń oraz jako szef załogi lotniczej w Korei, Japonii i na Hawajach. Posiada nalot 17700 godzin. W sierpniu 1967 został wyselekcjonowany jako naukowiec-astronauta, po czym przechodził kursy i szkolenia. Odbył sześć lotów kosmicznych, spędzając w kosmosie łącznie 1281 godzin, 59 minut i 22 sekundy.
Jego pierwszą misją była STS-6; start nastąpił z Centrum Kosmicznego im. J.F. Kennedy’ego 4 kwietnia 1983 na Florydzie, a lądowanie 9 kwietnia 1983 w Edwards Air Force Base w Kalifornii; misja trwała 5 dni, 23 minuty i 42 sekundy.
Od 29 lipca do 6 sierpnia 1985 jako inżynier uczestniczył w misji STS-51-F, mającej na celu prowadzenie obserwacji astronomicznych i astrofizycznych w laboratorium Spacelab-2 i badań z dziedziny biomedycyny kosmicznej. Misja trwała 7 dni, 22 godziny, 45 minut i 26 sekund.
Od 22 do 27 listopada 1989 brał udział w STS-33 - wojskowej misji wahadłowca, podczas której umieszczono na orbicie satelitę podsłuchu elektronicznego Magnum. Misja trwała 5 dni, 7 minut i 32 sekundy.
Od 24 listopada do 1 grudnia 1991 brał udział w misji STS-44 trwającej 6 dni, 50 minut i 42 sekundy.
Od 2 do 13 grudnia 1993 uczestniczył w misji serwisowej STS-61 mającej na celu naprawę teleskopu Hubble'a, trwającej 10 dni, 19 godzin i 59 minut.
Od 19 listopada do 7 grudnia 1996 brał udział w misji STS-80 mającej na celu umieszczenie na orbicie, a następnie przechwycenie swobodnie latających platform badawczych ORFEUS-SPAS II (Orbiting Retrievable Fal and Extreme Ultraviolet Spectrometr) oraz WSF-3 (Wake Shield Facility).
2 września 1997 przeszedł na emeryturę. Interesuje się szachami, lotnictwem, spadochroniarstwem, ogrodnictwem, krytyką literacką, mikrokomputerami, fotografią, czytaniem i nurkowaniem z akwalungiem. Został odznaczony National Defense Service Medal, sześcioma Medalami za Lot Kosmiczny (1983, 1985, 1989, 1991, 1993 i 1996) i NASA Distinguished Service Medal (1992).